# Renata Przemyk
Renata Janina Przemyk (ur. 10 lutego 1966 w Bielsku-Białej) – polska wokalistka, z wykształcenia bohemistka. Członkini Akademii Fonograficznej ZPAV.
Sprzedała ponad 500 tys. egzemplarzy wszystkich płyt.

## Kariera
Karierę muzyczną rozpoczęła w 1988 występem na 14. Studenckim Festiwalu Piosenki w Krakowie, ale dopiero w następnym roku zdobyła Grand Prix i nagrodę dziennikarzy na tym festiwalu. W 1989 wystąpiła również z utworem „Tortury” na Kabaretonie podczas 26. Krajowego Festiwalu Piosenki Polskiej w Opolu. Przez rok śpiewała w zespole Ya Hozna, z którym w 1989 wystąpiła na festiwalu w Jarocinie jako gość zespołu Armia, a w 1990 zdobyła trzecią nagrodę na festiwalu sopockim. W listopadzie 1990 rozstała się z zespołem Ya Hozna i rozpoczęła karierę solową.
W 1990 wystąpiła na Festiwal w Jarocinie, co uważa za przełomowy moment w karierze ze względu na kontrkulturową specyfikę odmienną znacznie od wcześniejszych występów w środowisku piosenki studenckiej czy poezji śpiewanej. W 1991 za wykonanie utworu „Moja moc” otrzymała nagrodę im. Karola Musioła w konkursie „Premier” na 28. KFPP w Opolu.
Nagrała dziesięć płyt, w tym album z muzyką do spektaklu teatralnego Balladyna w Bałtyckim Teatrze Dramatycznym w Koszalinie. Od 1989 współpracuje z Anną Saraniecką, która jest autorką tekstów jej piosenek i menedżerką. W 1993 w Teatrze Telewizji zagrała ducha przeszłości włóczącego się po cmentarzu w przedstawieniu Kolęda wigilijna na podstawie klasycznej powieści Karola Dickensa w reż. Roberta Glińskiego.
W 2003 wydała składankę swoich największych przebojów, wzbogaconą o premierowy utwór „Kochana”, który nagrała w duecie z Kasią Nosowską. W 2008 założyła projekt Acoustic Trio oraz zadebiutowała jako aktorka teatralna w roli Hortensji w spektaklu Terapia Jonasza w chorzowskim Teatrze Rozrywki (reż. Jacek Bończyk), w 2009 można było oglądać ją w roli Meksykanki, która sprzedaje kwiaty koło cmentarza i jest alegorią śmierci w przedstawieniu Tramwaj zwany pożądaniem (reż. Dariusz Starczewski) na scenie krakowskiego Teatru „Bagatela”. Skomponowała również muzykę do songów w spektaklu Freda Apkego Odjazd. W 2011 zaśpiewała utwór „Raz na milion lat” w koncercie „Kowalska/Ciechowski i goście” podczas 48. KFPP w Opolu.

## Życie prywatne
Ma córkę Klarę, którą adoptowała, gdy dziewczynka miała dwa miesiące.

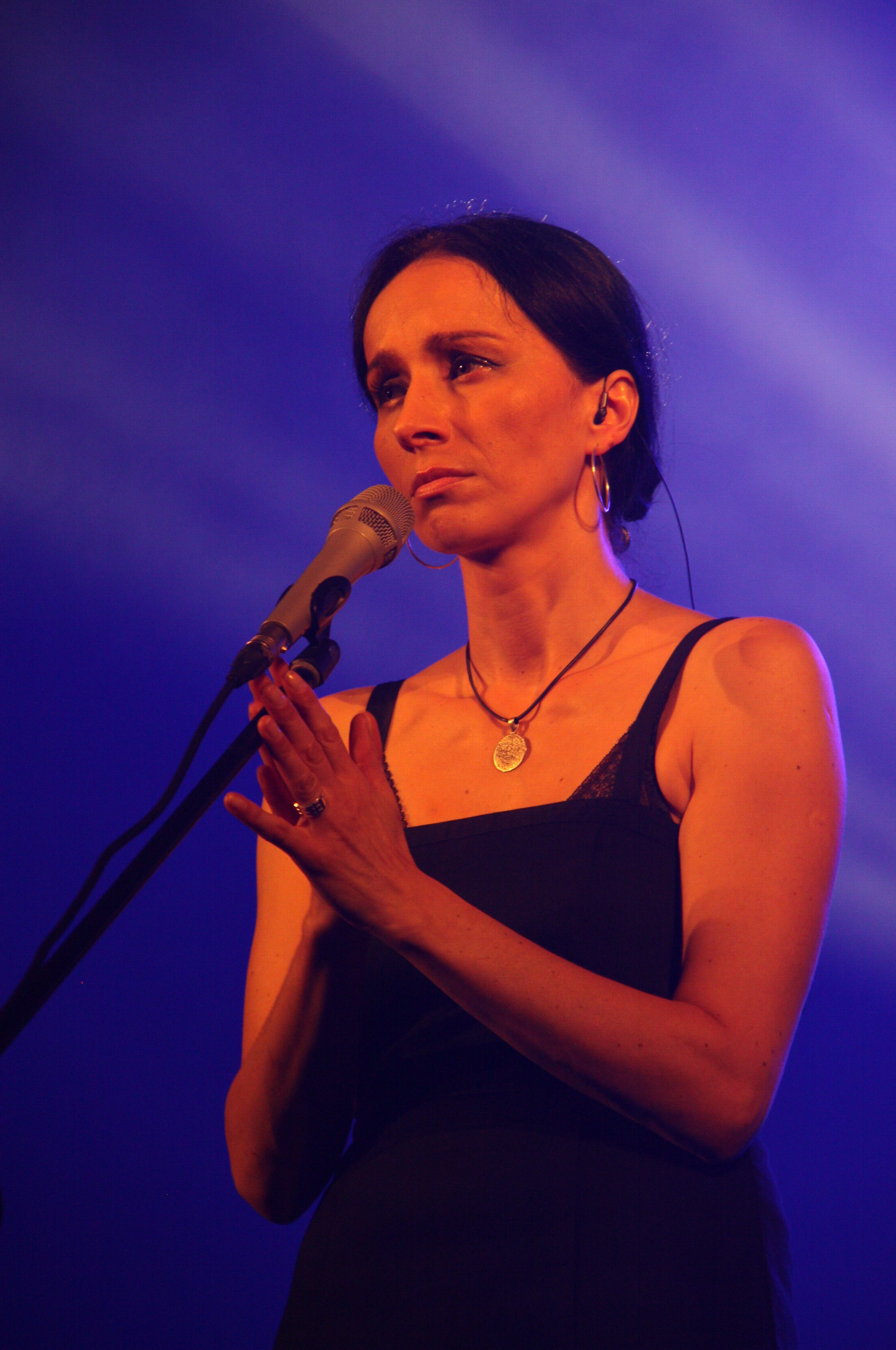
Koncert w Busku (2011)
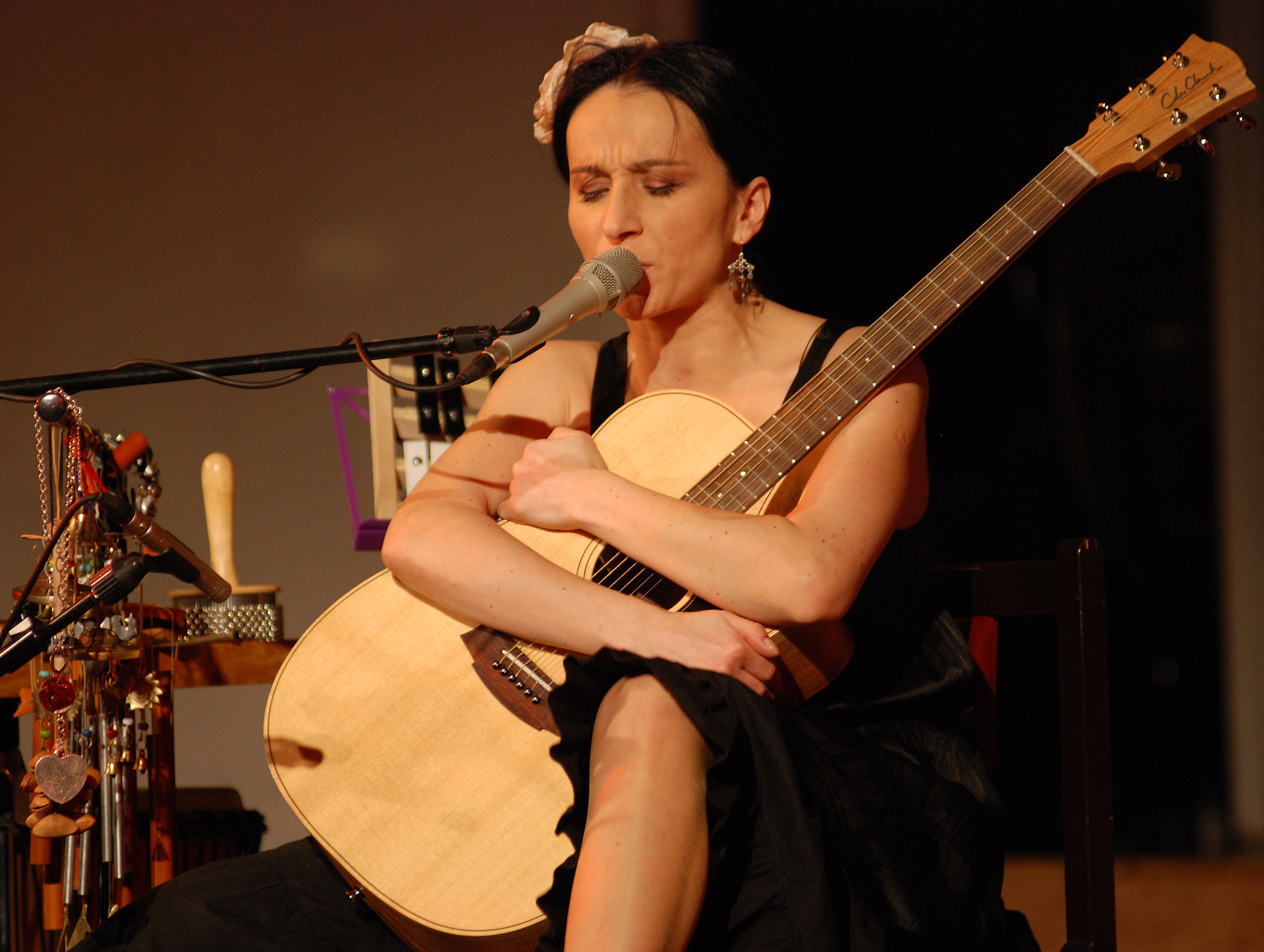
W Filharmonii Śląskiej (2010)
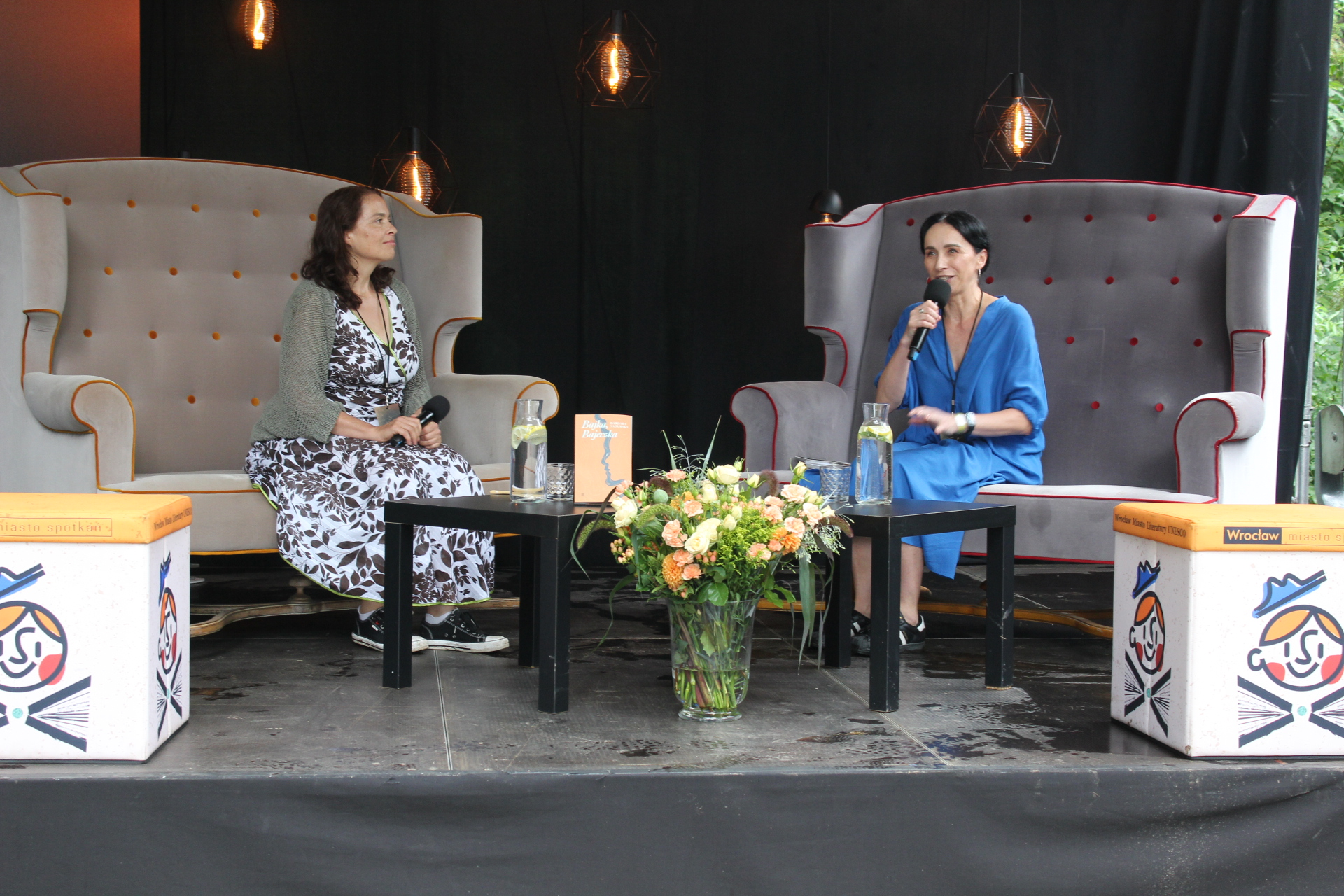
Barbara Sadurska, Renata Przemyk
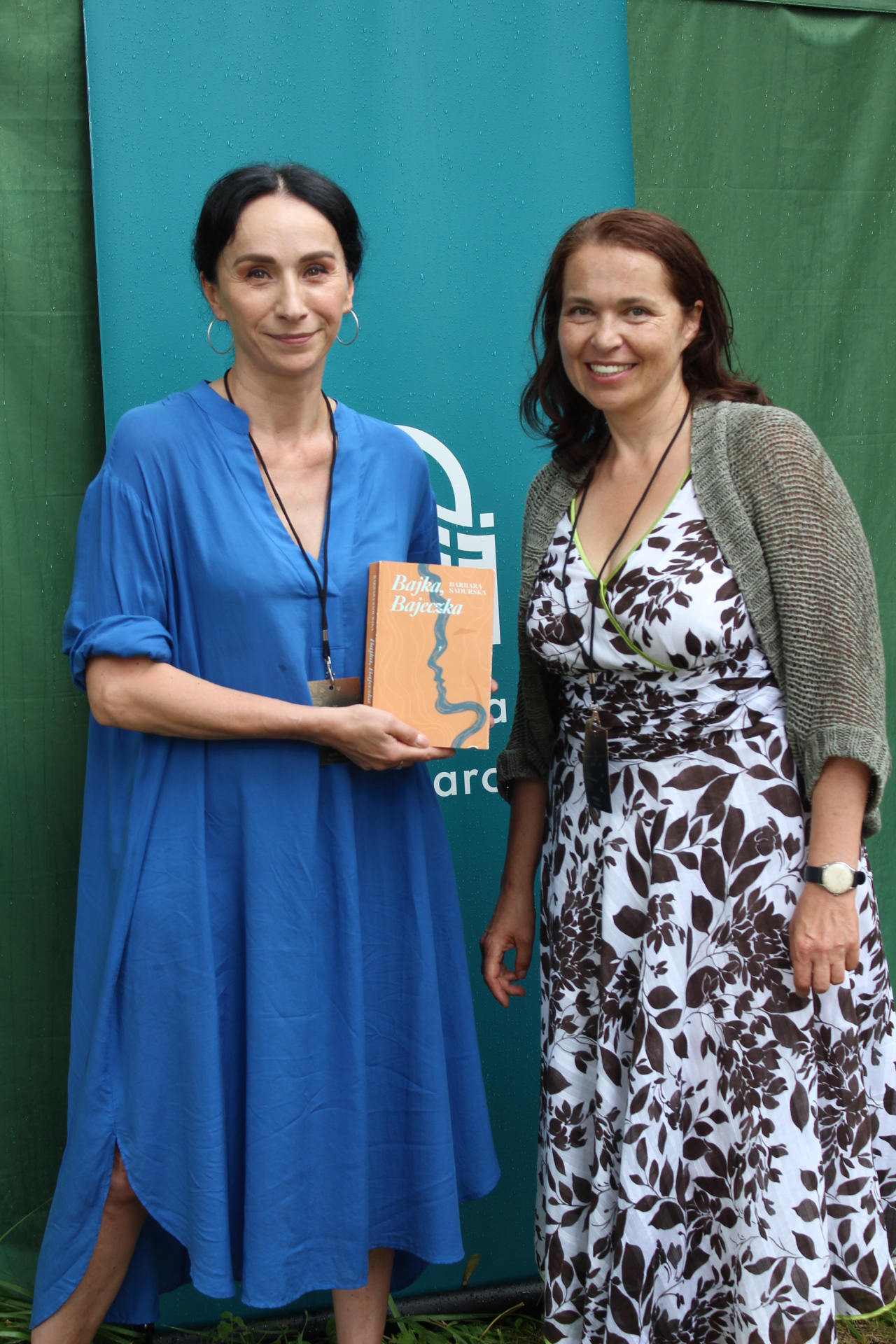
Renata Przemyk, Barbara Sadurska

## Dyskografia

### Albumy solowe
| 1992                        | Mało zdolna szansonistka - Data: 1992 - Wydawca: MJM Music PL                                                 | –  |                |                    |
| 1994                        | Tylko kobieta - Data: 1994 - Wydawca: MJM Music PL                                                            | –  |                |                    |
| 1996                        | Andergrant - Data: 1 listopada 1996 - Wydawca: Sony Music Entertainment Poland                                | –  |                |                    |
| 1999                        | Hormon - Data: 16 lutego 1999 - Wydawca: Sony Music Entertainment Poland                                      | –  |                |                    |
| 2001                        | Blizna - Data: 21 maja 2001 - Wydawca: Sony Music Entertainment Poland                                        | 23 |                |                    |
| 2006                        | Unikat - Data: 27 marca 2006 - Wydawca: Sony BMG Music Entertainment Poland                                   | 12 |                |                    |
| 2009                        | Odjazd - Data: 13 listopada 2009 - Wydawca: QL Music/Universal Music Polska                                   | 19 | - POL: 15 000+ | - POL: złota płyta |
| 2010                        | Panienki z temperamentem (oraz Kayah) - Data: 25 października 2010 - Wydawca: QM Music/Universal Music Polska | 10 |                |                    |
| 2014                        | Rzeźba dnia - Data: 30 września 2014 - Wydawca: Universal Music Polska                                        | 22 |                |                    |
| 2017                        | Boogie Street - Data: 27 stycznia 2017 - Wydawca: Agora                                                       | 24 | - POL: 15 000+ | - POL: złota płyta |
| 2020                        | Renata Przemyk i Mężczyźni - Data: 4 września 2020 - Wydawca: Agora                                           | 20 |                |                    |
| 2024                        | Vera to ja (oraz Dagadana) - Data: 17 maja 2024 - Wydawca: Agora                                              | 36 |                |                    |
| „–” album nie był notowany. | |    |                |                    |

### Kompilacje
| 2003                        | The Best Of - Data: 14 kwietnia 2003 - Wydawca: Sony Music Entertainment Poland                                      | 17 |
| 2011                        | Gwiazdy XX wieku. Renata Przemyk największe przeboje - Data: 23 maja 2011 - Wydawca: Sony Music Entertainment Poland | –  |
| 2012                        | Renata Przemyk Akustik Trio - Data: 21 września 2012 - Wydawca: Impres-Art/Mystic Production                         | 26 |
| 2019                        | Złota kolekcja: Babę zesłał Bóg - Data: 27 września 2019 - Wydawca: Pomaton                                          |    |
| „–” album nie był notowany. | |    |

### Ścieżki dźwiękowe
| Rok  | Album                                                                        |
| ---- | ---------------------------------------------------------------------------- |
| 2002 | Balladyna - Data: 27 czerwca 2002 - Wydawca: Sony Music Entertainment Poland |

### Albumy koncertowe
| Rok  | Album                                                                                    |
| ---- | ---------------------------------------------------------------------------------------- |
| 2013 | Renata Przemyk w Trójce - Data: 23 września 2013 - Wydawca: Polskie Radio                |
| 2017 | Koncert w Polskim Radiu Lublin - Data: 18 grudnia 2017 - Wydawca: Polskie Radio Lublin   |
| 2020 | Renata Przemyk – Festiwal Pol’and’Rock 2019 - Data: 17 lipca 2020 - Wydawca: Złoty Melon |

### Single
| 1994                         | „Ten taniec”                              | –  | – | –  | Tylko kobieta |
| 1994                         | „Ostatni z zielonych”                     | –  | – | –  | Tylko kobieta |
| 1995                         | „Przejdę skoro wiem”                      | –  | – | –  | Tylko kobieta |
| 1996                         | „Zero (odkochaj nas)”                     | 19 | – | 13 | Andergrant    |
| 1996                         | „Zmrok”                                   | 33 | – | 30 | Andergrant    |
| 1996                         | „Bo jeśli tak ma być”                     | –  | – | –  | Andergrant    |
| 1996                         | „Aż po grób”                              | 30 | – | –  | Andergrant    |
| 1999                         | „Nie mam żalu”                            | 14 | – | 6  | Hormon        |
| 1999                         | „Zazdrosna”                               | 31 | – | –  | Hormon        |
| 1999                         | „Nie spaceruję nago”                      | 25 | – | –  | Hormon        |
| 2001                         | „Własny pokój”                            | 25 | – | 26 | Blizna        |
| 2001                         | „Drzewo”                                  | –  | – | –  | Blizna        |
| 2002                         | „Łatwo uwierzyć”                          | –  | – | –  | Balladyna     |
| 2003                         | „Kochana” (gościnnie: Katarzyna Nosowska) | 1  | 1 | 11 | The Best Of   |
| 2006                         | „Zona”                                    | 26 | – | –  | Unikat        |
| 2006                         | „Lullaby”                                 | –  | – | –  | Unikat        |
| 2009                         | „Odjazd”                                  | 1  | 1 | –  | Odjazd        |
| 2010                         | „To, że jesteś”                           | 33 | – | –  | Odjazd        |
| 2011                         | „Jakby nie miało być”                     | 12 | – | –  | –             |
| 2014                         | „Kłamiesz”                                | 4  | 5 | –  | Rzeźba dnia   |
| „–” singel nie był notowany. |                                           |    |   |    |               |

### Występy gościnne
| 1998                         | „Zapach” (Hedone, gościnnie: Renata Przemyk)                           | 26 | – | SancTVarium                             |
| 2008                         | „Nic nie pachnie jak ty” (Plateau, gościnnie: Renata Przemyk)          | 4  | 1 | Mistrz tupetu i jego bezczelny cyrk     |
| 2009                         | „Piosenka Hortensji” (Bończyk / Krzywański, gościnnie: Renata Przemyk) | 47 | – | Terapia Jonasza – piosenki ze spektaklu |
| „–” singel nie był notowany. |                                                                        |    |   |                                         |

## Teledyski
| Rok  | Tytuł                                                         | Reżyseria                          | Album                     |
| ---- | ------------------------------------------------------------- | ---------------------------------- | ------------------------- |
| 1992 | „Nie ty to ktoś”                                              |                                    | Mało zdolna szansonistka  |
| 1994 | „Ten taniec”                                                  | Jerzy Krysiak                      | Tylko kobieta             |
| 1996 | „Zero (Odkochaj nas)”                                         | Bolesław Pawica, Jarosław Szoda    | Andergrant                |
| 1996 | „Bo jeśli tak ma być”                                         | Grzegorz Sadurski                  | Andergrant                |
| 1996 | „Zmrok”                                                       | Maria Sadowska                     | Andergrant                |
| 1999 | „Nie mam żalu”                                                | Krzysztof Pawłowski                | Hormon                    |
| 1999 | „Zazdrosna”                                                   | Krzysztof Pawłowski, Andrzej Wąsik | Hormon                    |
| 1999 | „Zapach” (Hedone, gościnnie: Renata Przemyk)                  | Zbigniew Rybczyński                | Hormon                    |
| 2001 | „Własny pokój”                                                |                                    | Blizna                    |
| 2001 | „Drzewo”                                                      | Bartek Świerczyński                | Blizna                    |
| 2003 | „Kochana” (gościnnie: Katarzyna Nosowska)                     | Maria Sadowska                     | The Best Of               |
| 2006 | „Zona”                                                        | Maria Sadowska                     | Unikat                    |
| 2007 | „Nic nie pachnie jak ty” (Plateau, gościnnie: Renata Przemyk) |                                    | Krótka wiadomość tekstowa |
| 2009 | „Odjazd”                                                      | Jerzy Kozłowski                    | Odjazd                    |
| 2010 | „Miłość trwa”                                                 | Amadeusz Studio                    |                           |
| 2011 | „Jakby nie miało być”                                         | Bartek Kulas                       |                           |
| 2012 | „Jezus malusieńki” (Megitza, gościnnie: Renata Przemyk)       | Piotr Smoleński                    |                           |
| 2014 | „Kłamiesz”                                                    | Michał Bolland                     | Rzeźba dnia               |

## Nagrody i wyróżnienia
- Studencki Festiwal Piosenki w Krakowie 1989 – Grand Prix, nagroda dziennikarzy
- Międzynarodowy Festiwal Piosenki w Sopocie 1990 – Brązowy Mikrofon
- Krajowy Festiwal Piosenki Polskiej w Opolu 1991 – Nagroda im. Karola Musioła
- Międzynarodowy Festiwal Piosenki w Sopocie 1992 – Bursztynowa Płyta za „indywidualność artystyczną”
- Fryderyk 1996 w kategorii: Album roku – piosenka poetycka za płytę Andergrant

Znalazła się w setce najwybitniejszych artystów XX stulecia według „Wprost” i „Polityki”.
W 2009 nagrodzona za całokształt przez London Music Academy.